# Wodan
Wodan, Wotan (również Woden, Wuotan) – germański bóg ojciec, bóg wojny, mistrz magii. 
Przedstawiany był jako postać w towarzystwie dwóch wilków – znany później w Skandynawii jako Odyn. To on rozdzielał zwycięstwa, zsyłał choroby i uzdrawiał. Starożytni Rzymianie widzieli w nim Merkurego.
Wodan wzbudzał w wojownikach szał bojowy.
W X wieku Germanie prosili o pomoc Wodana w leczeniu ran, używając modlitwy:
Błogosławiony Wodan!
On wie dobrze, jak sprawić,
Aby kość złamana,
Aby krew przelana,
Kość do kości,
Krew do krwi,
Ciało do ciała,
Jakby były sklejone
Od tego imienia pochodzi angielska nazwa środy – "dzień handlu" (Wodan's day - Wednesday).
Bóg Wotan jest również jedną z najważniejszych postaci tetralogii Richarda Wagnera Pierścień Nibelunga.